# La tempestad (ópera)
Henry Purcell también escribió una ópera con este nombre, estrenada en 1695.
La tempestad (título original en inglés, The Tempest ) es una ópera en tres actos con música de Thomas Adès y libreto en inglés de Meredith Oakes, basado en la obra La tempestad de William Shakespeare.  

## Historia
Tras el éxito de Powder Her Face, la Royal Opera House, Covent Garden encargó una nueva ópera a Thomas Adès a finales de la década de los noventa. Trabajando con un libretista, preparó una versión poética de la Masacre de Jonestown en 1978, pero el compositor encontró imposible ponerle música. Finalmente, el libreto que necesitaba emergió de una colaboración con Meredith Oakes.
La nueva ópera se hizo en coproducción con el Teatro de Ópera de Copenhague y la Ópera Nacional del Rin en Estrasburgo, Francia. La tempestad tuvo su estreno con aplauso de la crítica en la Royal Opera House, Covent Garden en Londres el 10 de febrero de 2004. Le siguieron otras producciones en Estrasburgo y Copenhague en 2005 y tuvo su estreno en los Estados Unidos en la Ópera de Santa Fe el 29 de julio de 2006.

## Personajes
| Personaje                         | Tesitura              | Elenco del estreno Royal Opera House 10 de febrero de 2004 (Director: Thomas Adès) | Elenco del estreno en EE. UU. Ópera de Santa Fe 29 de julio de 2006 (Director: Alan Gilbert) |
| --------------------------------- | --------------------- | ---------------------------------------------------------------------------------- | -------------------------------------------------------------------------------------------- |
| Miranda, hija de Próspero         | mezzosoprano          | Christine Rice                                                                     | Patricia Risley                                                                              |
| Próspero, legítimo duque de Milán | barítono alto         | Simon Keenlyside                                                                   | Rod Gilfry                                                                                   |
| Ariel, un espíritu                | soprano de coloratura | Cyndia Sieden                                                                      | Cyndia Sieden                                                                                |
| Calibán, un salvaje               | tenor                 | Ian Bostridge                                                                      | William Ferguson                                                                             |
| Ferdinand, hijo del rey Alonso    | tenor                 | Toby Spence                                                                        | Toby Spence                                                                                  |
| Stefano, un mayordomo borracho    | bajo-barítono         | Stephen Richardson                                                                 | Wilbur Pauley                                                                                |
| Trinculo, un bufón                | contratenor           | Lawrence Zazzo                                                                     | David Hansen                                                                                 |
| Antonio, hermano de Próspero      | tenor                 | John Daszak                                                                        | Derek Taylor                                                                                 |
| Sebastian, hermano del rey Alonso | barítono              | Christopher Maltman                                                                | Keith Phares                                                                                 |
| Gonzalo, un consejero honrado     | bajo-barítono         | Gwynne Howell                                                                      | Gwynne Howell                                                                                |
| Alonso, rey de Nápoles            | tenor                 | Philip Langridge                                                                   | Chris Merritt                                                                                |
| Coro: Invitados del rey Alonso    |                       |                                                                                    |                                                                                              |

## Argumento
Las citas provienen del libreto publicado por Meredith Oakes

### Acto I
Durante una tormenta, el barco que lleva a Antonio (que ha usurpado el puesto de Próspero como duque de Milán) y al rey Alonso, duque de Nápoles, el hijo de Alonso Ferdinand, y sus séquitos, ha naufragado. Miranda está horrorizada por la destrucción que su padre ha causado con la tormenta, pero Próspero le explica cómo su hermano usurpó su posición. Próspero hace que Miranda se duerma.
Ariel, por orden de Próspero, salva al grupo del barco naufragado. Cuestiona cuando Próspero la va a liberar de su servicio y él le asegura que eso ocurrirá después de doca años. La pareja se esconde, dejando a Miranda durmiendo en la playa. Ferdinand llega a la isla y encuentra a Miranda durmiendo. Cuando ella se despierta, él le dice: "I never saw/ Your like before" (Nunca vi a nadie como tú); se sienten inmediatamente atraídos el uno por el otro, pero aparece Próspero, se enfrenta a Ferdinand y lo inmoviliza.

### Acto II
El coro está sorprendido de cómo han sobrevivido a la tormenta. Desde su escondite, Próspero ordena a Ariel que cause confusión ("Taunt them, haunt them/ Goad and tease/ Prick them, trick them/ Give them no peace"). Llega Calibán, quien asegura que el grupo no debe preocuparse, porque "the island’s full of noises" (La isla está llena de ruidos) y explica su presencia allí, pero, antes de que pueda revelar el nombre de Próspero, es silenciado y abandona el grupo. Confundidos, el rey y Gonzalo emprenden la búsqueda por la isla con Próspero haciendo magia para enviarlos a "search/ Where there’s no path/ Go in circles/ Drink the salt marsh" (Buscar, por donde no hay sendero, bebed la marisma salada).  
Stefano y Trincolo planean restaurar a Calibán a su anterior cargo como jefe de la isla. En otra escena, Ferdinand y Miranda expresan su amor y Miranda libera a Ferdinand, por lo que a Próspero sólo le queda aceptar la pérdida de su hija: "Miranda/ I’ve lost her/ I cannot rule their minds/ My child has conquered me/ A stronger power than mine/ Has set the young man free" (Miranda, la he perdido, no puedo gobernar sus mentes, mi hija me ha conquistado, un poder más fuerte que el mío, ha liberado al joven).

### Acto III
En la primera escena, Calibán, Trincolo y Stefano están borrachos y cruzan la isla proclamando que ha llegado el momento de que Stefano sea rey de la isla y Calibán quedará libre. Cuando toda la corte se duerme, salvo Antonio y Sebastian, estos empiezan a tramar matar al rey pero son interrumpidos por el ruego de Ariel de que los dormidos se despierten. Crea un banquete de la nada, y rápidamente hace que desaparezca y luego lleva al grupo a más confusión. 
Miranda y Ferdinand dicen a Próspero que están casados y llega Ariel con sus buenos deseos además de decir al joven que su padre está de hecho vivo. Próspero hace que Ariel desaparezca, y anuncia a la jocen pareja que él está terminando la magia. Calibán, Trincolo y Stefano regresan, el primero confirmando su deseo por Miranda. Disgustado, Próspero hace que desaparezcan. Ariel reaparece y le promete su libertad en una hora.
Próspero se manifiesta al rey y a la corte, y muestra Ferdinand y Miranda a Alonso. Con la reaparición de Stefano y Trincolo la corte está reunido felizmente. Próspero hace las paces con el rey, perdona a su hermano y libera a Ariel. 
En la última escena, Calibán se encuentra en la isla, reflexionando sobre los cambios: "Who was here/  Have they disappeared?" (¿Quién estuvo aquí? ¿Han desaparecido?). La voz de Ariel se oye fuera del escenario.

## Grabaciones
La retransmisión de la BBC The Tempest el 23 de junio de 2007 de la reposición del Covent Garden y una grabación comercial presentando a Ian Bostridge, Keenlyside, Sieden y Royal fue lanzada por EMI Classics en junio de 2009.